# ساتوشي فوروكاوا
ساتوشي فوروكاوا (باليابانية: 古川聡) (و. 1964 – م) هو رائد فضاء، وجراح من اليابان . ولد في يوكوهاما.

## ريادة الفضاء
شارك في المهمات الفضائية:
- البعثة 28
- البعثة 29
- Soyuz TMA-02M.

## التعليم
تعلم في جامعة طوكيو